# 1416

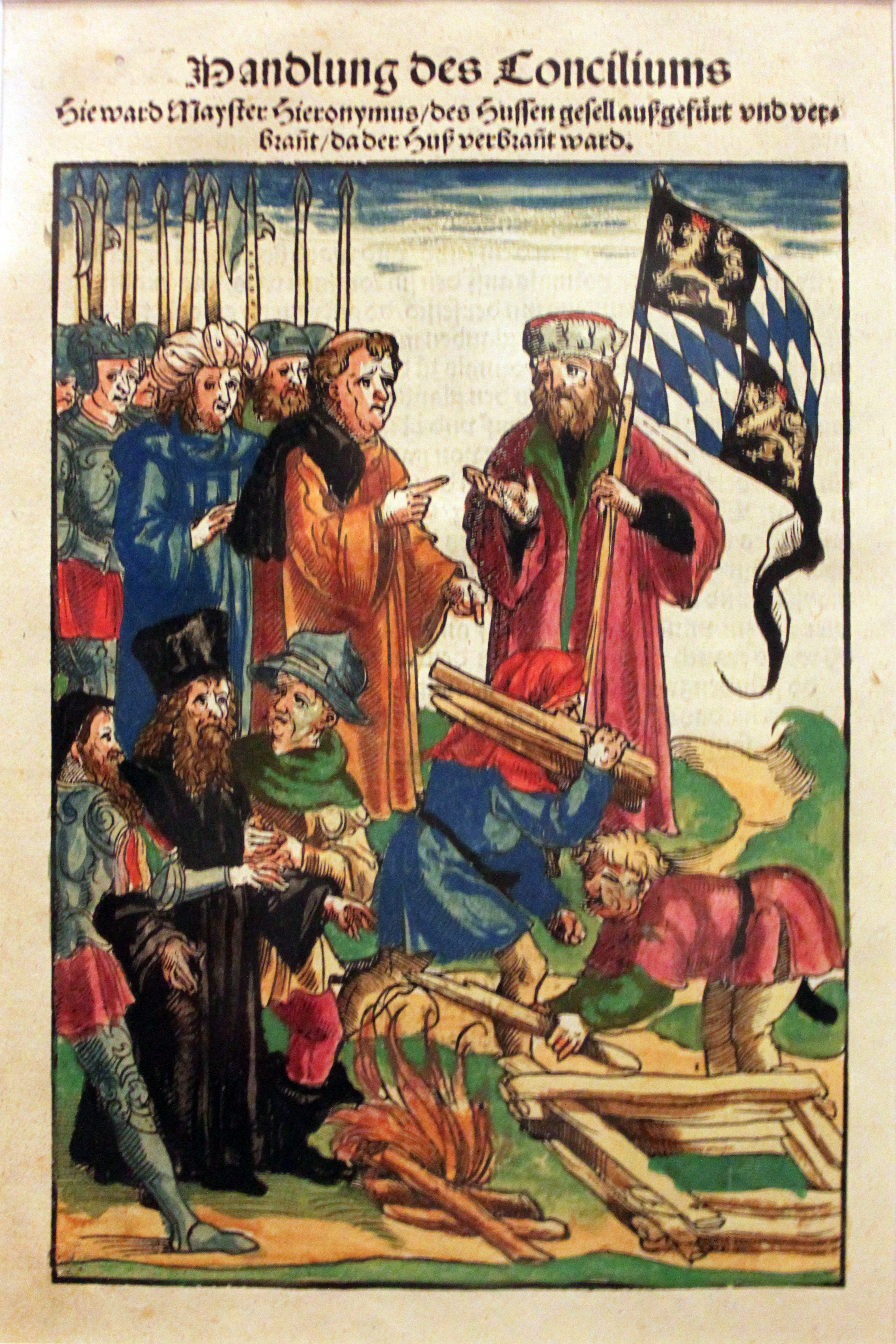
Hiëronymus van Praag op de brandstapel

Het jaar 1416 is het 16e jaar in de 15e eeuw volgens de christelijke jaartelling.

## Gebeurtenissen
- Van 5 mei tot 30 mei was Willem VI van Holland bezig met een Beleg op IIsselstein.
- 13 december - Sint Lucienacht: In Zwolle wordt de macht van de gilden in het stadsbestuur gebroken.
- Savoye wordt van graafschap tot hertogdom verheven.
- Stichting van het Dominicanenklooster Mariaweide in Venlo.
- De Frans-Genuese vloot die de Normandische haven Harfleur blokkeert, wordt vernietigd door een Engelse vloot onder de Hertog van Bedford.
- Koning Sigismund komt aan in Londen in een poging om langs diplomatieke weg een eind te maken aan de Honderdjarige Oorlog.

## Opvolging
- Aragon, Sicilië en Sardinië - Ferdinand I opgevolgd door zijn zoon Alfons V
- Auvergne - Jan van Berry opgevolgd door zijn dochter Maria van Berry en dier echtgenoot Jan I van Bourbon
- Brunswijk-Wolfenbüttel - Hendrik de Milde opgevolgd door zijn zoons Willem I en Hendrik de Vredelievende
- Generalitat de Catalunya (president) - Marc van Vilalba opgevolgd door Andreu Bertran
- patriarch van Constantinopel - Euthymius II opgevolgd door Jozef II van Constantinopel
- Nassau-Siegen - Johan I opgevolgd door zijn zoons Adolf I, Johan II, Engelbrecht I en Johan III
- Saluzzo - Frederik II opgevolgd door Thomas III
- Trebizonde - Manuel III Megas Komnenos opgevolgd door zijn zoon Alexios IV Megas Komnenos

## Afbeeldingen

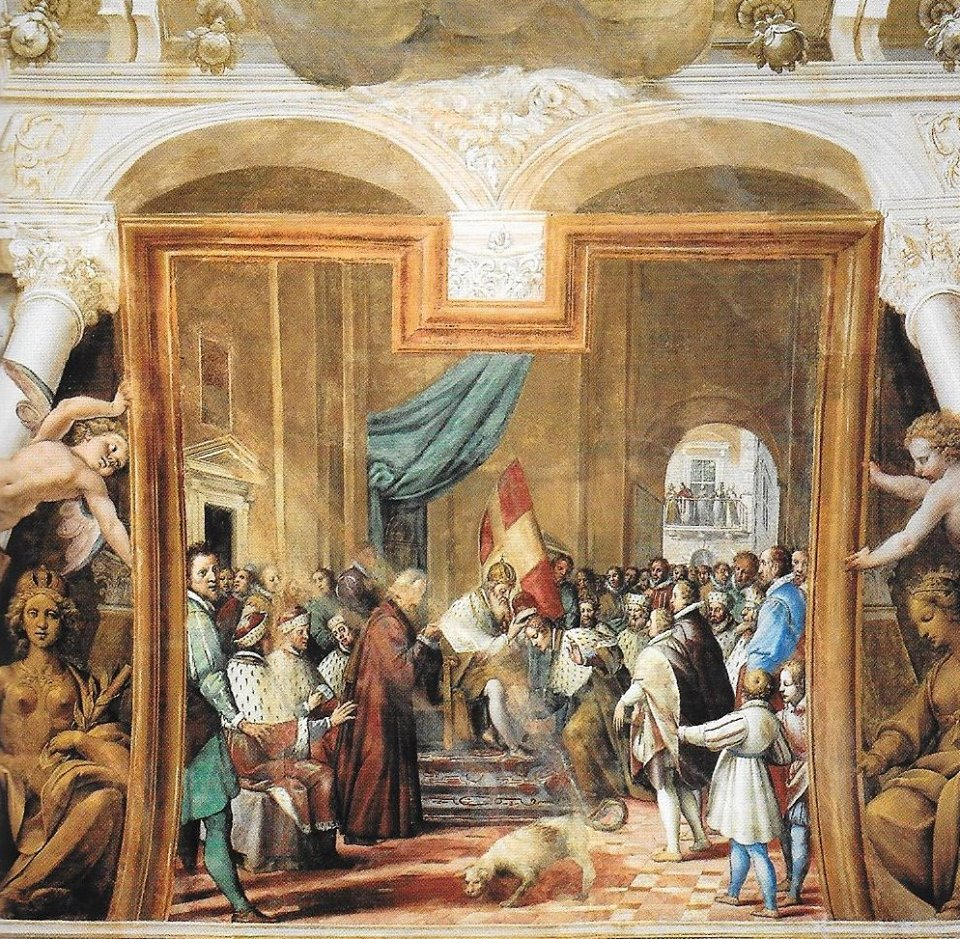
Amadeus VIII van Savoye wordt tot hertog verheven
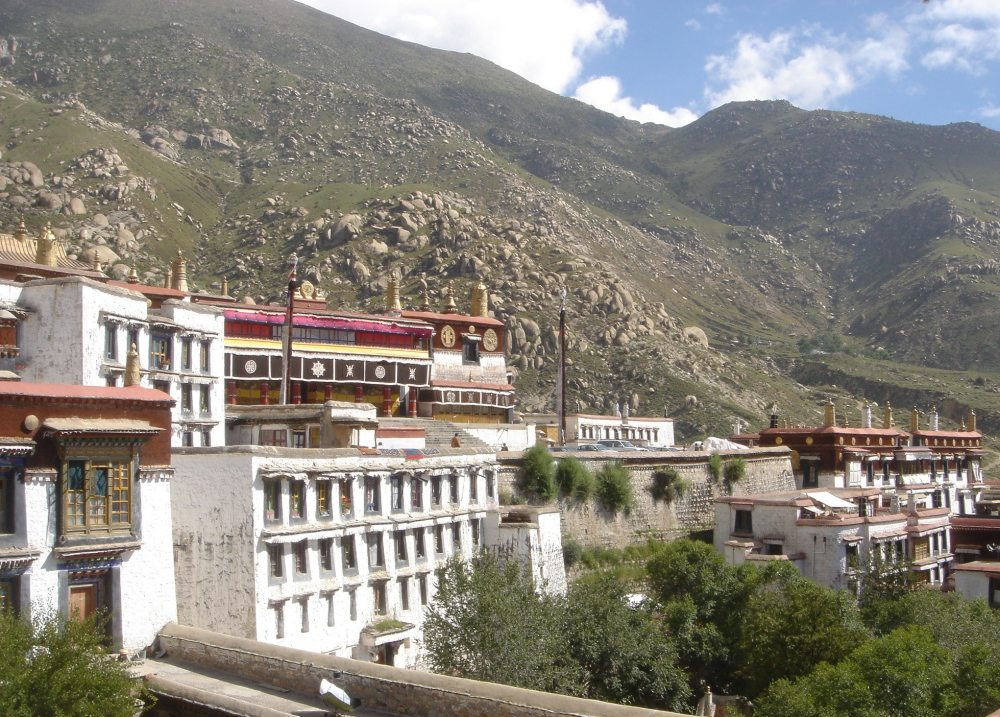
Het Drepungklooster bij Lhasa, gesticht 1416
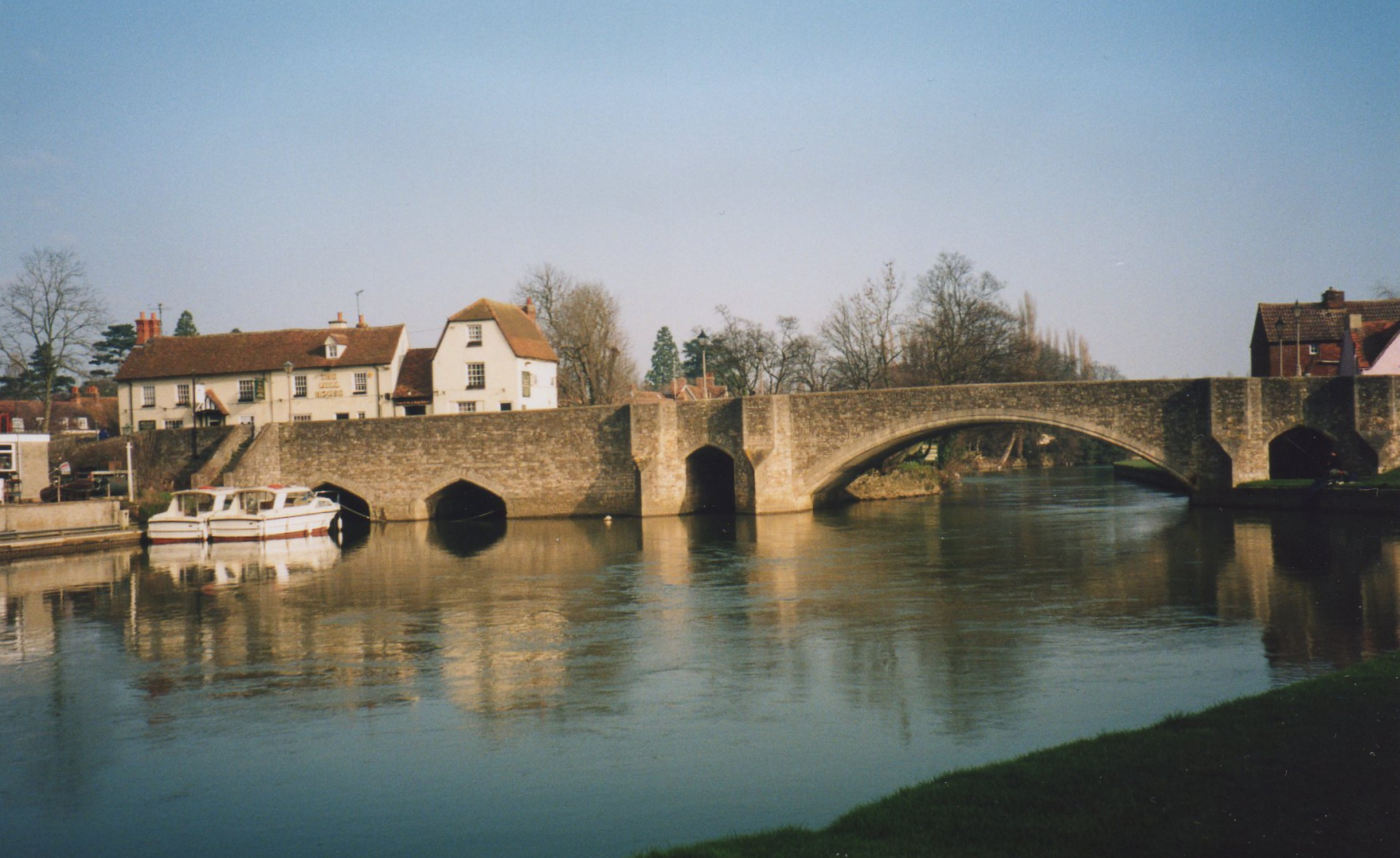
Abingdon bridge, bouw begonnen 1416
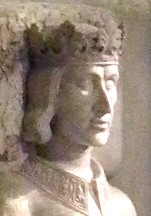
Afbeelding van Ferdinand I op zijn graftombe

## Geboren
- 3 maart - Sigismund van Saksen, Duits edelman en bisschop
- 19 september - Piero di Cosimo de' Medici, heer van Florence (1464-1469)
- Franciscus van Paola, Napolitaans kloosterstichter
- Gijsbrecht van Brederode, Nederlands geestelijke
- Tayisung Khan, keizer van de Noordelijke Yuan (1433-1453)
- Thongwa Dönden, Tibetaans geestelijk leider
- Sao Tia Kaphat, koning van Lan Xang (1441-1478) (vermoedelijke jaartal)
- Gerard, hertog van Gulik-Berg (jaartal bij benadering)
- Hendrik III, hertog van Brunswijk-Grubenhagen (jaartal bij benadering)
- Margaretha van Oostenrijk, echtgenote van Frederik II van Saksen (jaartal bij benadering)

## Overleden
- 1 februari - Dino di Rapondi (~65), Italiaans-Bourgondisch bankier en staatsman
- maart - Sancho (~5), Aragonees prins
- 2 april - Ferdinand I (35), koning van Aragon (1412-1416)
- 21 mei - Anna van Cilli (~34), echtgenote van Wladislaus II Jagiello
- 30 mei - Hiëronymus van Praag (~36), Boheems geleerde en kerkhervormer (brandstapel)
- 15 juni - Jan van Berry (75), Frans prins, hertog van Auvergne
- 4 september - Johan I (~77), graaf van Nassau-Siegen
- 24 september - Thomas de Morley (~62), Engels edelman
- 3 oktober - Frederik III van den Bergh, Duits edelman
- 3 december - Hendrik de Milde, Duits edelman
- Eleonora van Castilië (~54), echtgenote van Karel III van Navarra
- Owain Glyndŵr (~57), prins van Wales
- Phaya Samsenthai (~60), koning van Lan Xang
- Waldemar IV van Anhalt (~27), Duits edelman
- Juliana van Norwich (~74), Engels mystica (jaartal bij benadering)